# Mary Calderone
Mary Calderone, nata Steichen, (New York, 1º luglio 1904 – Kennett Square, 24 ottobre 1998) è stata un medico statunitense.

## Biografia
Mary Steichen nacque a New York nel 1904. Nel 1925 si laureò al Vassar College con una specializzazione in chimica e nel 1939 conseguì una laurea in medicina all'Università di Rochester. Dopo la laurea conobbe l'ufficiale sanitario distrettuale di New York Frank Calderone, che in seguito sarebbe diventato capo amministrativo dell'Organizzazione mondiale della sanità. La coppia si sposò nel 1941 e l'anno dopo Mary conseguì un Master in sanità pubblica presso la Columbia University.
Nel 1953 divenne direttrice sanitaria della Planned Parenthood Federation of America. Qui lottò per ottenere la legalizzazione dell'aborto e si oppose alla politica sul controllo delle nascite dell'epoca promuovendo l'educazione sessuale.
Nel 1964 fondò il Consiglio per l'informazione e l'educazione sessuale degli Stati Uniti (SIECUS). L'obiettivo del consiglio era quello di aiutare insegnanti, terapisti e altri professionisti a stabilire la sessualità umana come parte integrante dell'educazione alla salute. Per tutta la sua vita tenne numerosi discorsi e scrisse diversi libri relativi all'educazione sessuale, alla contraccezione, al sessismo e all'omosessualità. Inoltre fu tra i primi a difendere la masturbazione, considerandola una pratica salutare e universale.
Dopo la carriera nel SIECUS divenne docente dell'Università di New York nell'ambito del programma sulla sessualità umana del Dipartimento di educazione alla salute.
Morì in una casa di cura a Kennett Square, in Pennsylvania, nel 1998, dopo aver sofferto di Alzheimer. Il suo ampio lavoro di divulgazione dell'educazione sessuale è stato spesso paragonato alle attività di Margaret Sanger per il controllo delle nascite.
Nel 1998 fu inserita nella National Women's Hall of Fame.